# NGC 720
NGC 720 је елиптична галаксија у сазвежђу Кит која се налази на NGC листи објеката дубоког неба.
Деклинација објекта је - 13° 44' 19" а ректасцензија 1h 53m 0,4s. Привидна величина (магнитуда) објекта NGC 720 износи 10,2 а фотографска магнитуда 11,2. Налази се на удаљености од 23,412 милиона парсека од Сунца. NGC 720 је још познат и под ознакама MCG -2-5-68, PGC 6983.